# Holcostethus albipes
Holcostethus albipes ist eine Wanzenart aus der Familie der Baumwanzen (Pentatomidae).

## Merkmale
Die Wanzen werden etwa 8 Millimeter lang. Sie sind graubraun gefärbt. Der Vorderrand des Halsschilds ist weiß abgesetzt. Das hell gefärbte untere Ende des Schildchens (Scutellum) ist breit abgerundet. Der Tylus (Stirnkeil) wird von den Juga nicht umschlossen. Die Fühler sind schwarz und weiß gebändert. Das Connexivum (auf der Seite sichtbarer Teil des Abdomens) ist schwarz-weiß gescheckt. Im Gegensatz zur sehr ähnlichen Art Holcostethus sphacelatus ist der Vorderrand des Halsschilds leicht konkav geformt, während dieser bei letzterer gerade verläuft. Außerdem ist die Punktierung von Halsschild, Schildchen und Corium weniger dicht ausgeprägt als bei H. sphacelatus. Schließlich unterscheiden sich die beiden Arten in der Morphologie ihrer Genitalien.

## Verbreitung
Die Wanzenart ist im Mittelmeerraum (Spanien, Südfrankreich, Italien, Westbalkan, Griechenland) verbreitet.

## Lebensweise
Als eine Wirts- und Futterpflanze von Holcostethus albipes wird die Behaarte Spatzenzunge (Thymelaea hirsuta), eine Pflanze aus der Familie der Seidelbastgewächse (Thymelaeaceae), genannt.

## Systematik
Aus der Literatur ist das folgende Synonym bekannt:
- Cimex albipes Fabricius, 1781